# Gaszerbrum V
Gaszerbrum V – siedmiotysięcznik na granicy Chin i Pakistanu w masywie Gaszerbrumów w paśmie Karakorum. Wysokość szczytu różni się w zależności od źródeł. W literaturze zachodniej podaje się 7321 m, chociaż pomiary wskazują raczej na około 7150 m. Rosyjskie mapy podają 7120 m. Prawdopodobnie obecnie najdokładniejsze dane przedstawione są w mapach chińskich, które podają 7147 m.